# Жилибулак (Щербактинський район)
Жилибула́к (каз. Жылыбұлақ) — село у складі Щербактинського району Павлодарської області Казахстану. Адміністративний центр Жилибулацького сільського округу.
Населення — 410 осіб (2021; 356 у 2009, 615 у 1999, 1003 у 1989).
Національний склад станом на 1989 рік:
- казахи — 100 %Станом на 1989 рік село називалось Жилбулак.